# 達文西密碼
《达芬奇密码》（英語：The Da Vinci Code，ISBN 0-385-50420-9）是美国作家丹·布朗的一部小说，2003年3月18日由兰登书屋出版。这本书以750万本的成绩打破美国小说销售记录，目前全球累積銷售量更已突破8000萬冊，成为有史以来最畅销的小说之一。这本书集合了侦探，惊悚和阴谋论等多种风格，并激起了大众对某些宗教理论的普遍兴趣，包括：有关圣杯的传说、抹大拉的玛丽亚在基督教历史中的角色等通常被基督徒视为异端的理论。虽然作者声称书中所用资料是事实，不少批评者已经指出内有极多歪曲事实和捏造之处。
此书是布朗2000年小说《天使与魔鬼》的续篇。蘭登書屋于2004年将此书再版为“特制插图版”。新版本包含了超过160幅包括文字说明的图片。

## 情节简介

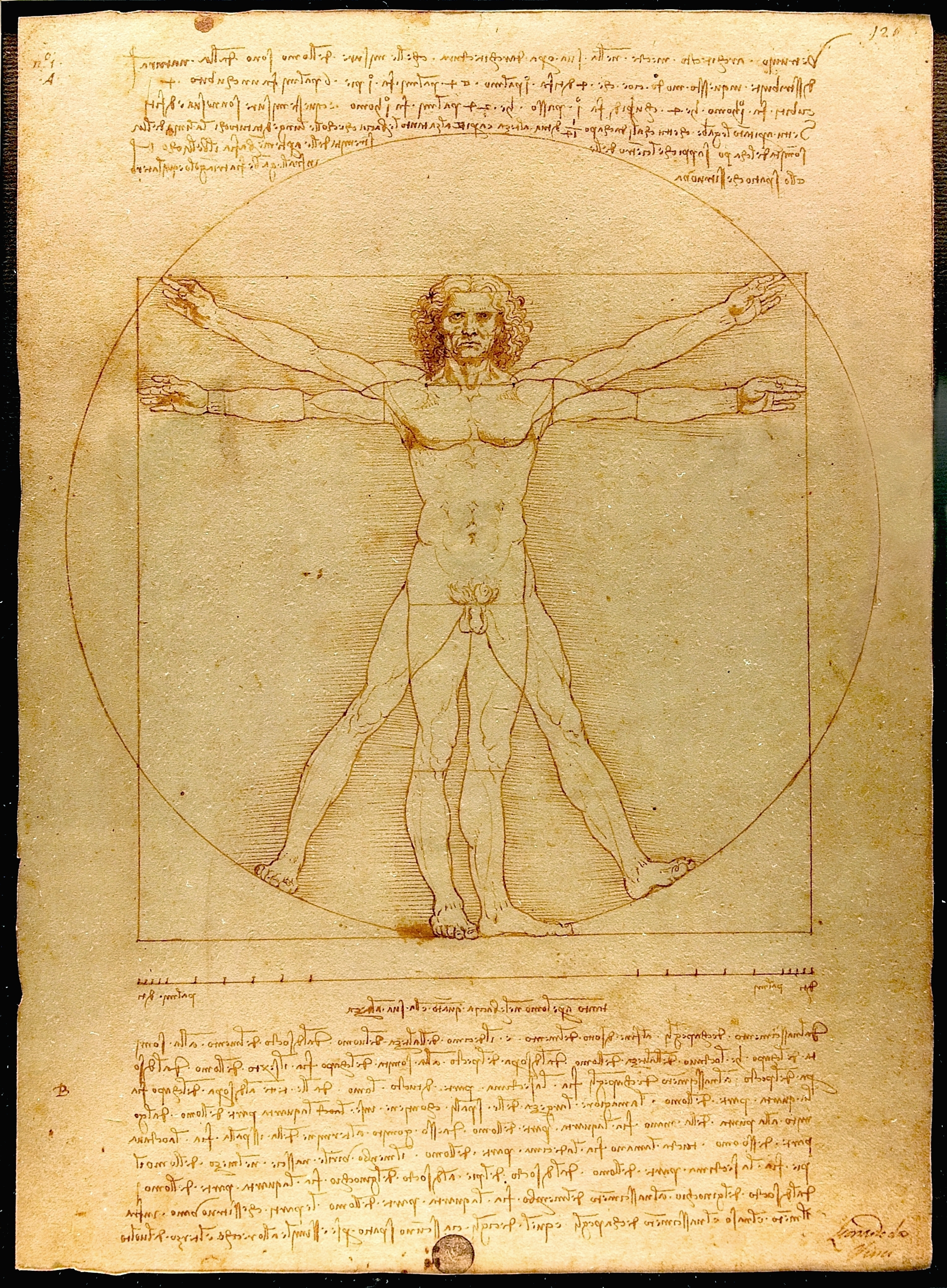
《维特鲁威人》，李奧納多·達文西作。卢浮宫卓有声望的馆长雅克·索尼埃被人发现在卢浮宫的地板上被人谋杀，尸体摆出了列奥纳多·達文西的名画维特鲁威人的姿态，而且在身边写下一段隐秘的訊息并且用自己的血在肚子上画下了五芒星的符号。

该书是关于主角——哈佛大学的宗教符号学教授罗伯·兰登，解决巴黎卢浮宫声望卓著的馆长雅克·索尼埃被谋杀一案。索尼埃赤裸的尸体是以列奥纳多·达·芬奇的名画维特鲁威人的姿态在卢浮宫被发现的，索尼埃死前在身边写下一段隐秘的訊息并且用自己的血在肚子上画下五芒星的符号。一些达芬奇的著名作品中隐含的訊息，包括《蒙娜丽莎》和《最后的晚餐》等，都在解密的过程中逐漸顯露。
小说的主要冲突围绕着两个謎团展开：
1. 索尼埃保护的，最终导致他被杀害的秘密是什么？
2. 是谁在背后策劃了这一谋杀案？

小说以不同的人物同时展开几条故事线，最终所有的故事线汇集在一起，并在书的结尾得到解决。
要弄清楚謎团需要解决一系列的智力难题，包括单词中字母的排序和数字难题。谜题的真相最终指向圣杯可能出现的地点和两个分别叫做錫安會和圣殿骑士团的秘密团体。罗马天主教组织西班牙主业会也出现在情节中。

## 人物介紹
以下是推動故事情節發展的幾位主要角色。人物的名字裡含有雙關語、變位字、或暗藏線索似乎是丹·布朗的風格。
- 羅柏·蘭登（Robert Langdon）——哈佛大學著名宗教符號學教授、學者。小說開篇時，他正在巴黎講學，並和盧浮宮的館長雅克·索尼埃約定見面，卻突然發現法國刑警出現在旅館房間的門口。警察通知他，索尼埃被人謀殺，希望蘭登能去盧浮宮協助警方破案。事實上，蘭登已經是謀殺案的主要嫌疑人，但他一直被蒙在鼓裡，警方將他弄到犯罪現場，是希望獲取蘭登的供詞。

- 賈克·索尼耶赫 (Jacques Saunière)——盧浮宮的館長，錫安會的秘密首領，蘇菲·納芙的祖父。在被西拉（一個患白化病的僧侶）於博物館裡謀殺前，雅克·索尼埃刻意給了西拉錫安會拱心石的錯誤訊息，據說錫安會拱心石包含了關於聖盃正確所在的暗示。在被子彈擊中腹部後，賈克·索尼耶赫用生命中最後的時間為關係疏遠的孫女蘇菲·納芙留下了一系列的線索，蘇菲·納芙可以利用這些線索解開他的死亡之謎，同時保護錫安會所保守的秘密。

賈克·索尼耶赫的名字可能是由Bérenger Saunière而來，一個真實存在的人物，曾經在《聖血和聖盃》（Holy Blood, Holy Grail）一書中被廣泛提到。
- 蘇菲·納佛（Sophie Neveu）——賈克·索尼耶赫的孫女。她是法國政府的一位密碼員。年幼時，父母因交通意外而去世，後由她的祖父撫養長大。她的祖父通常叫她“蘇菲公主”，並且教導她如何解決複雜的文字謎題。在還是小女孩的時候，她曾經在祖父的房間裡發現一把神秘的鑰匙，上面刻著兩個大寫字母“P.S.”後來，當她在大學讀書的時候，一次，她希望能給祖父一個驚喜，直接去了祖父在諾曼地的房子，卻發現祖父在參與一個神秘的宗教性（聖婚）儀式。這次意外後，她開始疏遠祖父，直到祖父去世。

- 伯居·法舍（Bezu Fache）——法國刑警偵查局長。強悍、精明、堅定的他被派來負責賈克·索尼耶赫被謀殺的調查。從死去的館長留下的線索來看，法希相信殺手是羅伯·蘭登，於是把他叫到盧浮宮來招供。但蘇菲·納芙偷偷通知了蘭登，因為她相信蘭登是無辜的，這給法舍帶來了阻礙。在整本書裡，法希都在偷偷的追蹤蘭登，因為他相信，放過蘭登就意味著他職業生涯結束。

伯居不是一個普遍的法國名字，而是一個城堡的名字。伯居給人的第一印象是一頭瘤牛，因為伯居是法語裡瘤牛（zébu）的諧音。法舍是法語裡憤怒的諧音，但本身也是個普遍的法國名字。
- 西拉（Silas）——一個患有白化病的主業會獻身者，嚴格遵守肉體苦修的修行戒律，年輕時在馬賽成了孤兒，此後便開始了罪惡的一生，他一直被監禁在比利牛斯山中的安道爾，直到一次因地震導致監獄部分倒塌才逃出來。他受到一位名叫艾林葛若薩的年輕的西班牙牧師的庇護，此人給他起名叫西拉，後來此人成為主業會的首腦。在小說情節開始以前，艾林葛若薩讓他與老師聯繫，並告訴他，他將接受一個對挽救真正的聖道（the true Word of God）至關重要的使命。按照老師的命令，他謀殺了賈克·索尼耶赫和其它三位錫安會的領袖，為的是得到錫安會的拱心石（法語為clef de voûte；英語為keystone，意思是“拱頂的關鍵”）的下落。後來他發現上了假消息的當，便為了得到真正的拱心石而追殺蘭登和納芙。他並不知道老師的真實身份，而只是個協從的殺手，他明白這是罪惡的事，但只因他堅信自己的行為能拯救天主教會，還是做了這些壞事。

- 曼紐爾·艾林葛若薩主教（Bishop Manuel Aringarosa）——主業會的全球領袖、白化病僧侶西拉的恩主。在書中故事開始的五個月前，他被梵蒂岡教廷召回，參加在意大利地區的阿爾卑斯山的一座天文台召開的一個會議，被大吃一驚地告知，在六個月內教皇將撤回對主業會的支持。由於他相信主業會是維持教會不被分裂的力量，因此他認為忠誠要求他必須採取行動來挽救主業會。在會見梵蒂岡官員後不久，一個自稱“老師”的神秘人物和他聯繫，該人瞭解了這次秘密會議的內幕。導師告訴艾林葛若薩，他可以把一件對教會非常有價值的物品交給阿林加洛沙，這樣能幫助主業會在梵蒂岡爭取到極大的優勢。

“艾林葛若薩”的名字似乎是“紅鯡魚”（red herring）一詞在意大利語的（近似的）字面譯法（“aringa rossa”、“aringa rosa”的字面意思就是“粉紅色的鯡魚”），儘管在意大利語中其實並非用這種說法來表示“紅鯡魚”。
- 老師（The Teacher）——一個貫穿整個故事的神秘人物，他不只知道主業會的部份陰謀。也知道錫安會的四大長老，那四位知道拱心石所在的人。他引誘艾林葛若薩並且保證會讓主業會在梵蒂岡爭取到極大的優勢，而那拱心石中的秘密一旦被揭發，則會摧毀天主教會。艾林葛若薩同意他的提議，被指使去保護主業會和教會。老師利用了西拉和艾林葛若薩，去完成他的計劃。

- 安德烈·維賀內（André Vernet）——蘇黎世存托銀行（Depository Bank of Zurich，似為虛構）巴黎分行的總裁。當納佛和蘭登來到銀行並告訴他該銀行的一位長期客戶賈克·索尼耶赫已經去世、其帳戶的鑰匙現在由納芙所擁有時，他非常驚訝。在納芙和蘭登試圖用那把鑰匙來開啟銀行保險箱、卻不知道後帳戶的號碼後，維賀內產生了懷疑，說他們在銀行沒有合法的業務。在他看到報紙的報導說懷疑納佛和蘭登是索尼耶赫謀殺案的逃凶時，他又回來找他們，卻發現兩人確實輸入了正確的帳戶號碼並取走了索尼耶赫保險箱裡的物品，便意識到按照銀行嚴格的規定，兩人確實是銀行的合法客戶，於是認為自己有義務幫助兩人逃生。他假裝成一個銀行司機，欺騙警察放過了躲在一輛銀行卡車後部的蘭登和納芙。後來他改變主意，試圖阻止兩人，但蘭登偷走了卡車，帶納芙逃到附近蘭登的朋友李伊·提賓爵士的城堡，挫敗了維賀內的陰謀。

- 李伊·提賓爵士（Sir Leigh Teabing）——英國皇家史學家，皇家騎士，聖盃學者，也是羅伯·蘭登的朋友，一位獨立的富翁，居住在巴黎外的一座城堡中，在蘭登和納芙帶著裝有拱心石的紅木箱從蘇黎世存托銀行逃出後來到這裡躲避。他對納芙說出了聖盃的“真實”釋義（參看下文）。在賽拉斯和法國警察同時在爵士家裡發現他們後，三人和爵士的司機雷米一起乘坐爵士的私人飛機逃到英國。當納芙解開藏密筒，取出其中的拱心石後，爵士解釋了其中的謎語含義是他們應去倫敦的聖殿教堂（Temple Church）尋找打開能幫他們打開拱心石的第二道組合鎖的隱藏的線索。

要注意的是，李伊爵士的名字是《聖血和聖盃》一書作者中的Michael Baigent和Richard Leigh兩位的名字通過字母順序的變化和重新組合而來的，該書中的觀點和李伊爵士的觀點非常相近。
- 雷米·利加路迪（Rémy Legaludec）——李伊·提賓的僕人。在和提賓、蘭登及納芙一起逃到英格蘭後，他把他們載到倫敦的聖殿教堂。然而其他人都不知道的是，他實際上為老師工作。當他們在聖殿教堂裡時，他和得到老師指示來這裡的西拉會面。在其他人找到並解開可能藏在教堂裡的秘密之前，他帶著一支手槍進入了教堂，將提賓押作人質，要求蘭登交出拱心石。蘭登把拱心石交給他後，他和西拉帶著作為人質的提賓開著他的車逃走了。

雷米·馬丁（Rémy Martin）其實是一個著名的白蘭地的品牌，而白蘭地也影響了雷米的命運。
- 羅絲林禮拜堂的講解員（The docent at Rosslyn Chapel）——監管著禮拜堂的基金會的頭腦，當他看到蘭登和納芙攜帶的紅木箱、並意識到這似乎和他的祖母所擁有的另一個箱子是完全相同的一對時，他正在為兩人參觀羅斯林禮拜堂進行導遊。

- 羅絲林信用基金的監護人（Guardian of the Rosslyn Trust）——她實際上是賈克·索尼耶赫的妻子、蘇菲·納芙的祖母。那位導遊則是索菲的弟弟。她與賈克·索尼耶赫認為他們由於瞭解了錫安會的強大秘密而成為教會刺殺的目標。她和索尼耶赫都認為蘇菲的弟弟應該秘密地居住在蘇格蘭。儘管人們認為的是蘇菲全家都在車裡，其實當時車裡只有索菲的父母。索尼耶赫對官方聲稱蘇菲的祖母和她的兄弟也在車裡。這位監護人告訴納芙和蘭登，雖然聖盃和秘密文件曾被埋在羅絲林禮拜堂的地下宮殿中，但幾年前錫安會已把它們轉移到了法國。在看了第二個藏密筒裡面的羊皮紙上的內容後，她明白了現在聖盃的藏所，但拒絕告訴蘭登，只對蘭登說他自己會想出來這個地點。她認為錫安會絕無意圖在任何預定時間公開聖盃的秘密。她認為就算是秘密被公開，這種公開也是沒意義的，因為即使沒找到真正聖盃的地點，世界也正呈現出聖盃的真正本性及其精神力量。她還對蘇菲·納芙說明了蘇菲的真實血統。

## 灵感来源和影响
小说是20世纪后期对诺斯提教派的兴趣的复兴的一部分。小说的素材主要来自《圣血和圣杯》（原文版小说的第253页区别于其它素材来源，特别提及了这本著作的名字）。有人声称《达芬奇密码》就是取材于20世纪70年代后期英国广播公司播放的一组短片的《圣血和圣杯》的传奇演绎版本。两者相同之处包括将抹大拉马利亚描述为活着的圣杯、对法国王朝的神圣起源的描写、书中涉及的神秘论、古埃及圣贤、教皇制度中的阴谋、以及隐写术的应用等。在《圣血和圣杯》一书中，油画《阿尔卡迪的牧人》（“Et in Arcadia ego”。译注：中文的画名采用的是较熟知的翻译，但並不準確，西方美术史上对该画的拉丁文名字的含义以及画中隐匿的内容有一些不同的解释）的法国画家普桑扮演了后来被《达芬奇密码》一书的作者布朗赋予达芬奇的角色（多年后，《圣血和圣杯》一书的作者之一向新闻界公开承认，整个故事都是虚构的）。关于《圣血和圣杯》一书的作者之一Baigent，布朗的故事中人物提宾（Teabing）的名字是把Baigent的字母重排了顺序而来的。
也有人声称布朗改写了其早先的罗伯·兰登小说《天使与魔鬼》中的题材。
翁贝托·埃可早先的《傅科摆》一书也涉及这些宗教阴谋，包括（顺便提及的）关于圣血解释的双关含义以及神殿，但却是以更具批判性的方式涉及的——实际上该书是一部对阴谋论和相信它的人的无用之处的一个文学讽刺。
基督教自由主义也被认为对本书产生了影响。

## 社会反应

### 讚誉
丹·布朗的小说在2003年出版来一直是一部非常成功的作品，销售上甚至可与广受欢迎的《哈利·波特》丛书相匹敌。该书产生了大量相关书籍，並在《纽约时报》、《人物》杂志以及《华盛顿邮报》上受到热评。很多人赞扬该书情节引人且发人思考。这本书还重新燃起了对天主教会历史的兴趣。

### 批评
由于此书开篇宣称：
“本书中所有关于艺术品、建筑、文献和秘密仪式的描述均准确无误。”
许多人认为《达芬奇密码》曝光了基督教正统过去的真相。但其结果招致了来自天主教和其它基督教团体、历史学家、艺术史家及其它抱怨其研究粗糙的读者们的负面批评。有历史学家认为丹・布朗歪曲——有时甚至捏造了——历史。另一方面，包括作者在内有人指出开篇的声明并没有声称小说中的人物所提出的关于抹大拉的马丽亚，耶稣及基督教历史的理论是都准确的。
批评包括：
- 325年之前基督的追随者认为他仅仅是一个“凡人先知”，是君士坦丁透过政治手段，在第一次尼西亚公会议上微弱优势的选票才使得基督教接受了基督的神性：有许多作者引证第一次尼西亚公会议以前的圣经和教父中大量材料揭穿了这一点。（见例，另见Olson和Meisel (2004),引自Philip Hughes著《The Church in Crisis: A History of the General Councils, 325——1870》(1964).）在第一届尼西亚会议上，问题的中心在于基督与上帝是否一体，或者说基督是否首先被造，是否是仅次于父而高于其它被造物（参见阿里乌教派）。而此书的中心议题为女神和男女两性的联合，这是现代新纪元运动中异教巫术的要务，从未成为早期基督教的议题。丹·布朗没有引用正典内外的根据以支持其论点。可以认为抹大拉的马丽亚在历史中的角色被普遍低估，这是有经文根据的；但是她与基督之间的暧昧关系却纯属猜测；甚至诺斯替派的经外作品也没有这样离谱。

- 書中聲稱《死海古卷》和《漢馬地古卷》是最早期的基督教文獻；但事實上，《死海古卷》是猶太人的文獻，而非基督教文獻；除了《多馬福音》之外，沒有證據可以證明在公元二世紀之後已經有《漢馬地古卷》的文獻存在。

- 称“抹大拉的玛丽亚属便雅悯支派”（58章）。这是没有历史证据的，实际上抹大拉位于以色列的北方，而便雅悯支派却居住在南方。

- 耶稣和抹大拉的玛丽亚传闻中的婚姻“结成了有效的政治联盟，这样，他就有可能合法地要求继承王位”：关于耶稣的国度的世俗内涵是学界长期以来争论的题目。对于相信福音书记载的人而言，他死后复活升天使他不会成为俗世的君王。然而基督教会与世俗政府的联系是不可否认的。

- “女性崇拜”遭到基督教的镇压：举例而言，在罗马天主教裡玛利亚作为耶稣的母亲，受到特别的礼敬，认为她是“天主之母”，“天上母后”，是所有人灵性的母亲，无玷原罪。然而值得注意的是在福音书中耶稣并没有给予她殊荣，特别对待。对这一主张的反驳是耶稣告诉他所爱的那门徒要像照顾自己母亲那样照顾她。

- 声称罗絲林礼拜堂“为圣殿骑士团所建”。实际上由Sir William St Clair，第三任奥克尼伯爵（third Earl of Orkney）和罗斯林勋爵（Lord of Rosslyn）修建。

- 称“在追捕女巫的三百年中，被教会绑在柱子上烧死的女性多达五百万”。很多批评者认为这是有问题的，因为根据现有的数据无法支持这样的估计。从九百万到几百人两个极端的数字都见報導，但也都遭到强烈质疑。一般认为在四至六万之间，大多数由在俗的基督教信徒组成的法庭判决而非教会。判处女巫火刑也流行于一些新教宗派，尽管《达文西密码》认为皆系天主教所为。(Jenny Gibbons, Brian Levack, WIlliam Manchester, Norman Cantor）

- 宣称奥林匹克运动会的原意是为了“礼赞金星的神奇”（6章，金星此处即指维纳斯Venus或阿佛洛狄忒）。虽然奥林匹克节庆的由来已很难考证，但有详尽的文献记载这是向宙斯和珀罗普斯致敬，而非维纳斯阿佛洛狄忒。

- 称圣殿骑士团设计的哥特式建筑是为了“记录神圣女性的秘密”。历史学家认为圣殿骑士团的欧洲教堂建筑并无关系，通常此类事务交由主教委办。

- 将圣殿骑士团描绘为“建筑行业公会的建立者”，秘密的保守者。研究圣殿骑士团的历史学家有充分的证据指出[圣殿骑士团]并不参与建筑施工项目或者建立石匠的行会，他们多数都是文盲，不懂得“神圣的几何”（据称传自金字塔的建造者）。然而他们建造了大量的要塞。至于共济会则成立于18世纪，因而他们希望重写圣殿骑士团的历史。

- 将郇山隐修会描绘为一个古代组织：郇山隐修会是一个真实存在的组织，该组织宣称曾为圣殿骑士团骨干。大多数历史学家则怀疑现今的郇山隐修会起源于第二次世界大战以后，原因在于该组织向法国政府登记是在1956年，在1962年才为人所知（参见Pierre Plantard（英语：Pierre Plantard））。然而该会声称继承了中古时代的郇山隐修会，一个建于1090年至1112年间的圣奥思定会小团体，教会位于最后晚餐假想的地点，于1619年被国王路易十三查禁。

- 暗示圣殿骑士团所使用的教堂都建为圆形，而教会视圆形为冒犯：有些圣殿骑士团所使用的教堂并非圆形，而圆形的教堂是为了敬礼圣墓教堂。除此以外也有不少圆形教堂，包括布拉芒特为教宗儒略二世所建造的圣伯多禄修院小教堂（Tempietto，位于圣伯多禄倒挂十字架处）。在许多基督教思想家看来，圆形是神圣而完美的。

- 认为蒙娜丽莎是列奥纳多·达·芬奇的自画像，并认为其标题意指埃及神祇阿蒙和艾西斯：历史上蒙娜丽莎究竟何人并不清楚，但具有说服力的材料指出，她是丽莎·格拉迪尼，另可能是阿拉贡的伊莎贝拉。然而有研究者利用“变形”技术（"morphing" techniques）认为画像与列奥纳多惊人地相似（贝尔实验室的Lillian Schwartz（英语：Lillian Schwartz）和伦敦Maudsley医院的Digby Quested）。蒙娜Mona系madonna（意即太太，女士）之缩写。丽莎Lisa是最有可能的画中人的名字。无论如何，此画在意大利语中最常用的名字是La Gioconda（丽莎·格拉迪尼夫家的姓）。

- 书中以确凿的口气称列奥纳多·达芬奇是同性恋。然而达芬奇个人生活中的线索构成了这一论点的基础，但未有确论，学界亦无共识。

- 把主业会当成天主教修会，是教宗自治社團（英语：Personal prelature）。事实上主业会的成员中没有修士，主要由平信徒组成。「自治社團」并不说明与教宗有特别的关系，其监督治理的权限并非一个固定的地区，而是“不同的地区或不同的社会团”中的“自治”。然而主业会的成员中的确有禁欲苦修，自二世纪聖安多尼起基督教即有此传统。

- 称列奥纳多《岩间圣母》第一版因有异端内容而被教会否决。此说并无任何证据。

- 抹大拉的玛丽亚被教会当作妓女（58、60章）。这来缘于教宗圣额我略一世把《路加福音》第七、八章的两个人物联系在了一起。其一是抹大拉的玛丽亚，据记载被鬼附体：“抹大拉的玛丽亚，曾有七个鬼从她身上赶出来。”（路加福音8:2）。额我略把她和伯大尼的玛丽亚以及未具名的女“罪人”当作了一个人。后来玛丽亚又被当作《约翰福音》里“行淫时被拿的妇人”（约翰福音第八章），使玛丽亚更加接近性犯罪。天主教传统与其它基督教传统相反，确曾有意为这样的联系辩白（参见Catholic Encyclopedia  （页面存档备份，存于）），然而把玛丽亚的角色从行淫上升到娼妓起源于她作为悔罪女子的主保圣人。 婉语“从良妓女”magdalen即源于此（参见Magdalen Asylum（英语：Magdalen Asylum）），并和玛丽亚产生了联系。

- 称旧约圣经中表示神之名四个字母“是由代表男性的Jah与古犹太人给夏娃取的犹太名Havah构成的雌雄同体”（74章）通常认为圣经原文中的这四个字母意思是「存在」或「发展」，用来表示神的名字。

- 暗示金星在日落后不久可以在东方的夜空里看见（105章），这在天文上是不可能的。这个差错在一些后来的版本里已被纠正，如英国简装版第28版，ISBN 0-552-14951-9以及目前的美国精装版等版本 -  （页面存档备份，存于） 。

- 布朗把金星的周期描述为“每四年在空中的运行轨迹正是一个正五角形”，并以此作为奥运会每四年一度的根据。事实上金星在八年中运行五个周期 （页面存档备份，存于）  （页面存档备份，存于），古希腊和玛雅人都了解这一事实。这个八年的周期是预报金星凌日的重要因素。这个差错在一些后来的版本里已被纠正，如英国简装版以及美国精装版2003年四月等版本 -  （页面存档备份，存于） 。

- 认定“左”与“阴险”sinister等负面的词汇联系在一起乃是出于“教会的中伤”；事实是这种关联的产生早于基督教，而且在其它文化中也有出现，如印度教（例如，“left hand tantra”）。此外，“左脑”通俗地来说意味着非理性和情感，并非如此；大脑的左半球主要与理性和雄性机能相關。

- 宣称早期的以色列人崇拜耶和华那样地崇拜Shekinah。事实是Shekinah（源自希伯来语“住所”一语）从未出现在早期犹太教中，在后来的犹太教塔木德中意指“住所”，或者上帝与他的百姓同在。也可以解释为上帝“家庭的”或阴性的一面。

《达芬奇密码》的流行，和对于书中记录正确性的普遍接受，在基督教群体中引起了争议，并导致了针对这一议题的大量书籍的出版。其中包括Carl Olson和Sandra Miesel的The Da Vinci Hoax（《达芬奇恶作剧》）。
把学者尚未解决的争议性话题断言为事实，这是对此书质疑的很大来源。很多人认为，书中宣称本身准确无误，哪里是“事实”的结束和虚构的开始却模糊不清。再加上宗教团体称其对争议性宗教观点的反对和冒犯，大量的争论和偏袒性资料便由此引发。
本书曾受到广泛的批评因为它被认为反映了陈旧的新教徒对天主教的毁谤（见，2005年7月24日BBC的Sunday节目），或者更一般的说，反映了反对教会干预政治的传统。2005年3月15日，天主教熱那亞總教區總主教、信理部前第二负责人達濟斯·貝爾托內樞機以具有反天主教倾向为理由申斥此书及其发售者。“它看起來就像是倒退到了十九世纪的反神职人员的小册子，”他说。它是“粗俗和荒谬”的对历史的扭曲，充斥着“廉价的谎言。”该樞機同时也坚决维护被作为该书主要目标的天主教组织主业会。
关于此书和其它作品的写作手法，布朗也受到了批评。《达芬奇密码》中许多角色定位明显带有美国对欧洲人的偏见，致使欧洲人尤其抨击布朗有欠思考的陈腐说庋和“厌烦的偏见”。
- 聲稱郇山隐修会是一個存在於歐洲多個世紀，並保守著耶穌基督與抹大拉馬利亞結婚的秘密；但事實上，經美國時事雜誌《60分鐘》派記者艾德·布萊德利（Ed Bradley）查證之後，發現該會只有四十多年的歷史，並且還偽造了一份郇山隐修会成員名單的假文獻，宣稱達文西是郇山隐修会的會員。

### 法律纠纷
2006年2月，Michael Baigent和Richard Leigh，《聖血與聖杯》三位作者中的两位，为了著作权将《达芬奇密码》的英国出版商告上了法庭，并主张其抄袭。4月7日，英國倫敦高等法院做出最後判決。法官認定达芬奇密碼作者並未涉嫌抄襲原告小說內容，因此將本案駁回。

## 本书背后的事实和神话
- 列奥纳多·达·芬奇，意大利艺术家
- 最后的晚餐，绘画
- 卢浮宫，巴黎艺术博物馆
- 抹大拉的馬利亞
- 主业会，天主教会的自治社团
- 圣殿骑士团
- 郇山隐修会
- 岩间圣母

## 电影制作
索尼旗下的哥伦比亚制片公司已经将小说改编成电影。于2006年5月19日全球同步上映。卢浮宫准许摄制组进行拍摄。拍摄权以6百万美元购得。朗霍华德导演，Akiva Goldsman为编剧。汤姆·汉克斯饰演罗伯·兰登。奧黛莉·朵杜饰演索菲·纳芙。让·雷诺饰演贝祖·法希。汉斯·季默将为电影作曲。

## 相关书籍
- Amy Welborn,《解密达芬奇》De-Coding Da Vinci (Our Sunday Visitor, 2004). ISBN 1-59276-101-1
- Carl Olson and Sandra Miesel,《达芬奇的玩笑》The Da Vinci Hoax (Ignatius Press, 2004). ISBN 1-58617-034-1
- Steve Kellmeyer,《达芬奇密码一书中的事实和虚构》Fact and Fiction in The Da Vinci Code (Bridegroom Press, 2004). ISBN 0-9718128-6-1
- Ben Witherington III,《福音密码》The Gospel Code (InterVarsity Press, 2004). ISBN 0-8308-3267-X
- Umberto Eco,《傅科摆》(Ballantine Press, 1990). ISBN 0-345-36875-4
- Richard Abanes（理查·阿邦尼斯）, The Truth Behind the Da Vinci Code (Harvest House Publishers, 2004). ISBN 0-7369-1439-0. 中文譯本《達文西密碼的真相》，2004年，聖經資源中心，台灣台北縣新店市，ISBN 986-80638-0-9
- Margaret Starbird,《福音书中的女神》The Goddess in the Gospels (Bear & Company, 1998). ISBN 1-879181-55-X
- Margaret Starbird,《拿水罐的女人》The Woman with the Alabaster Jar (Bear & Company, 1993). ISBN 1-879181-03-7
- Hank Hanegraaff and Paul Maier,《达芬奇密码：事实还是虚构？》Da Vinci Code: Fact or Fiction? (Tyndale House Publishers, 2004). ISBN 1-4143-0279-7
- Michael Baigent, Richard Leigh, & Henry Lincoln,《圣血和圣杯》Holy Blood, Holy Grail (Dell, 1983). ISBN 0-440-13648-2
- Michael Baigent, Richard Leigh, & Henry Lincoln,《天主的遗产》The Messianic Legacy (Dell, 1989). ISBN 0-440-20319-8
- Lynn Picknett and Clive Prince,《圣殿启示录》The Templar Revelation（英语：The Templar Revelation） (Touchstone, 1998). ISBN 0-684-84891-0
- Darrell Bock and Francis Moloney,《破解达芬奇密码》Breaking the Da Vinci Code (Nelson Books, 2004). ISBN 0-7852-6046-3
- Dan Burstein (ed),《密码的秘密》Secrets of the Code (CDS Books, 2004). ISBN 1-59315-022-9

### 学术指南和研究辅助
- 《达芬奇密码》研究指南 （页面存档备份，存于）（背景、图片及疑点分析）
- 小说分章节分析与总结 （页面存档备份，存于）.
- 小说或电影中的场景图片
- 《达芬奇密码》背后的真相（作者：Philip Gardiner）

### 质疑与评论分析
- 达·芬奇传说的真相（威斯敏斯特神学院赞助）
- 《达芬奇密码》事实分析 （页面存档备份，存于） - ReligionFacts.com
- 《达芬奇密码》疑点 （页面存档备份，存于） - from Howstuffworks.com
- 《达芬奇密码》天主教理论资源 （页面存档备份，存于）
- 《达芬奇密码》中天主教事实汇总
- 《达芬奇密码》事实分析 （页面存档备份，存于）
- 不一样的《达芬奇密码》 （页面存档备份，存于）（达·芬奇作品中被遗落线索，altreligion.about.com).
- 正统天主教分析
- 《达芬奇密码》的缺陷 （页面存档备份，存于）（《纽约时报》观点）
- 《达芬奇密码》一派胡言”[永久]
- 破除《达芬奇密码》 （页面存档备份，存于）（《今日基督教》）
- 分解《达芬奇密码》（《危机》杂志）
- 反对《达芬奇密码》 （页面存档备份，存于）
- 破除反天主教密码
- 《达芬奇密码》的天主教分析 （页面存档备份，存于）
- 《达芬奇密码》解码
- 《达芬奇密码》：真实还是虚构？（天主教反映）
- 基督解码 （页面存档备份，存于）（USCCB官网）
- 《达芬奇密码》真相 （页面存档备份，存于）（基督教传言与历史真相）
- 艺术作品中的门徒约翰
- 《达芬奇密码》，撼动基督教根基?
- 《达芬奇密码》和郇山隐休会 （页面存档备份，存于）（60分钟，CBS新闻)
- 《达芬奇密码》中的10处历史性错误（牛津大学出版社blog上的Bart Ehrman著）
- 为什么犹太人要担心《达芬奇密码》
- 《达芬奇密码》分析
- 《达芬奇密码》中的事實（中文）
- 破解《達芬奇密碼》 （页面存档备份，存于）（香港《信報》觀點，作者：林在山）

### 书迷站点和论坛
- 《达芬奇密码》中文站
- 《达芬奇密码》巴黎书迷站 （页面存档备份，存于）（图片、论坛、新闻）
- 《达芬奇密码》IMDB社区 （页面存档备份，存于）
- 《达芬奇密码》社区 （页面存档备份，存于）at Rottentomatoes.com

### 其它
- 《达芬奇密码》电影官方网站
- 《达芬奇密码》解密 （页面存档备份，存于）
- 探索《达芬奇密码》 （页面存档备份，存于）（《达芬奇密码》谜团、历史背景、批评）
- 《旅行与休闲》杂志对书中地点导游 （页面存档备份，存于）
- 达·芬奇圣杯 （页面存档备份，存于）
- 法院对《圣血与圣杯》版权侵权一案的审理（PDF）
- 《达芬奇密码》路径追踪
- 《达芬奇密码》对白 （页面存档备份，存于）
- 《洛杉矶时报》报道（2006年5月11日）
- 為曾特首破解《達文西密碼》

### Webquest网络谜题的解法
- 《达芬奇密码》解密 （页面存档备份，存于） (contains spoilers)
- 《达芬奇密码》解密与讨论 (contains spoilers)
- 《达芬奇密码》探险 （页面存档备份，存于） (contains spoilers)
- Google上的《达芬奇密码》探险 （页面存档备份，存于） (contains spoilers)

### Eurostar谜题解法
- 欧洲之星《达芬奇密码》探索 （页面存档备份，存于） (contains spoilers)